# Кайроли (станция метро)
«Кайро́ли» (итал. Cairoli) — станция линии M1 Миланского метрополитена. Подземная станция, располагается под площадью Кайроли (largo Cairoli) в центре Милана.

## История
Станция была открыта в составе первой очереди линии M1 (от станции «Сесто Марелли» до станции «Лотто») 1 ноября 1964 года.

## Особенности
Устройство станции «Кайроли» подобно устройству почти всех станций первой очереди: подземное расположение с двумя путями — по одному для каждого направления и двумя боковыми платформами. Над станционным залом находится мезонин, в котором расположены входные турникеты и будка для сотрудников станции.

## Пересадки
Со станции «Кайроли» производятся пересадки на миланский наземный транспорт:
- Трамвай линий 1 и 4
- Автобус

Кроме того, вблизи выхода со станции метро располагается междугородний автовокзал.

## Оснащение
Оснащение станции:
- Доступ для инвалидов
- Эскалаторы
- Аппараты для продажи билетов
- Камеры видеонаблюдения